# FIBA Diamond Ball 2008 - Torneo maschile
Il torneo FIBA Diamond Ball 2008 si è svolto a Nanchino, ed è stato vinto dall'Argentina.

## Partecipanti
- Angola - campione d'Africa
- Argentina - rappresentante delle Americhe (con gli USA campioni)
- Australia - campione d'Oceania
- Cina - paese ospitante le Olimpiadi
- Iran - campione d'Asia
- Serbia - campione Diamond Ball 2004 (al posto della  Russia campione d'Europa)

## Fase a gironi

### Gruppo A
| Squadra      | Pts | V | P | PF  | PS  |
| ------------ | --- | - | - | --- | --- |
| 1. Australia | 4   | 2 | 0 | 143 | 133 |
| 2. Cina      | 2   | 1 | 1 | 138 | 141 |
| 3. Angola    | 0   | 0 | 2 | 152 | 164 |

| Nanchino 29 luglio 2008 | Cina | 83 – 74 | Angola |  |

| Nanchino 30 luglio 2008 | Australia | 67 – 55 | Cina |  |

| Nanchino 31 luglio 2008 | Angola | 78 – 81 | Australia |  |

### Gruppo B
| Squadra      | Pts | V | P | PF  | PS  |
| ------------ | --- | - | - | --- | --- |
| 1. Argentina | 4   | 2 | 0 | 156 | 131 |
| 2. Iran      | 2   | 1 | 1 | 143 | 151 |
| 3. Serbia    | 0   | 0 | 2 | 130 | 147 |

| Nanchino 29 luglio 2008 | Argentina | 81 – 71 | Iran |  |

| Nanchino 30 luglio 2008 | Iran | 72 – 70 | Serbia |  |

| Nanchino 31 luglio 2008 | Serbia | 60 – 75 | Argentina |  |

## Finali
V-VI posto
| Nanchino 1º agosto 2008 | Angola | 62 – 99 | Serbia |  |

III-IV posto
| Nanchino 1º agosto 2008 | Cina | 75 – 46 | Iran |  |

I-II posto
| Nanchino 1º agosto 2008 | Australia | 91 – 95 | Argentina |  |

## Classifica
| -  | Team      |
| -- | --------- |
|    | Argentina |
|    | Australia |
|    | Cina      |
| 4. | Iran      |
| 5. | Serbia    |
| 6. | Angola    |